# A Holland Antillák az 1964. évi nyári olimpiai játékokon
A Holland Antillák a japán Tokióban megrendezett 1964. évi nyári olimpiai játékok egyik részt vevő nemzete volt. Az országot az olimpián 2 sportágban 4 sportoló képviselte, akik érmet nem szereztek.

## Súlyemelés
| Versenyző       | Versenyszám | Nyomás   | Nyomás   | Szakítás | Szakítás | Lökés    | Lökés    | Összesen | Helyezés |
| Versenyző       | Versenyszám | Eredmény | Helyezés | Eredmény | Helyezés | Eredmény | Helyezés | Összesen | Helyezés |
| --------------- | ----------- | -------- | -------- | -------- | -------- | -------- | -------- | -------- | -------- |
| Hector Curiel   | 56 kg       | 85,0     | 22.      | 90,0     | 18.      | 125,0    | 14.      | 300,0    | 19.      |
| Rudy Monk       | 67,5 kg     | 120,0    | 9.       | 100,0    | 18.      | 130,0    | 18.      | 350,0    | 17.      |
| Fortunato Rijna | 82,5 kg     | 132,5    | 12.      | 117,5    | 18.      | 160,0    | 14.      | 410,0    | 14.      |

## Vívás
Férfi
| Versenyző  | Versenyszám  | Csoportkör | Csoportkör | Csoportkör        | Csoportkör | Elődöntő          | Elődöntő          | Döntő             | Helyezés    |
| Versenyző  | Versenyszám  | 1. kör | 1. kör     | 2. kör            | 2. kör     | 3. kör            | 4. kör            | Döntő             | Helyezés    |
| Versenyző  | Versenyszám  | Ellenfél Eredmény | Hely.      | Ellenfél Eredmény | Hely.      | Ellenfél Eredmény | Ellenfél Eredmény | Ellenfél Eredmény | Helyezés    |
| ---------- | ------------ | --- | ---------- | ----------------- | ---------- | ----------------- | ----------------- | ----------------- | ----------- |
| Jan Boutmy | Kard, egyéni | B. csoport · Jerzy Pawłowski (POL) · 1-5 · Hámori Jenő (USA) · 0-5 · Cesare Salvadori (ITA) · 1-5 · Octavian Vintilă (ROU) · 3-5 · Nguyễn The Loc (VIE) · 5-0 · Ronnie Theseira (MAS) · 5-1 | 5.         | kiesett           | kiesett    | kiesett           | kiesett           | kiesett           | helyezetlen |